# Eszter (szőlőfajta)
Az Eszter egy korai érésű magyar nemesítésű csemegeszőlőfajta. Szegedi Sándor és társai állították elő a Seyve-Villard 12375 (Eger 2) és a Magaracsi csemege keresztezésével 1969-ben.

## Leírása
Próbatermesztésre engedélyezett csemegeszőlő fajta, még nem elterjedt, 1995-ben  jelentették be állami minősítésre.
Tőkéje erősen növő, sűrű vesszőzetű. Bőtermő fajta.(12-14 t/ha).
Fürtje: Nagy (fürt átlagtömege 340 g), vállas, kissé tömött, bogyói sötétkékek, vékony héjúak.
Jól szállítható és a hosszú ideig eltartható. A bioszőlő-termesztésre is alkalmas, mert kevés permetezéssel is biztonságosan termeszthető.
Hosszúcsapos metszés szükséges.